# Gyllene Tider
Gyllene Tider é um grupo de música pop sueca de Halmstad, formado em 1977. O nome Gyllene Tider em português significa "Tempos Dourados".
Os membros do grupo são Per Gessle (voz e guitarra), Mats "MP" Persson (guitarra), Micke "Syd" Andersson (bateria), Anders Herrlin (baixista) e  Göran Fritzon (teclados). Janne Calrsson também esteve relacionado com a formação.
Entre os seu maiores êxitos estão os álbuns Moderna Tider (1981), Sommartider (1982) e Gå och fiska (1996).
O grupo tentou entrar no mercado americano em 1984 com o álbum Heartland (uma mini versão de seis faixas do álbum The Heartland Café lançado na Suécia) sob o nome "Roxette". Não obtiveram sucesso, vendendo cerca de 8000 cópias. O nome Roxette foi posteriormente utilizado por Per Gessle em seus trabalhos com Marie Fredriksson.
Após a publicação de cinco discos, a banda terminou oficialmente em 1985 por disputas entre vários de seus membros.
Em 2004, devido aos 25 anos da criação do grupo, organizou-se um tour denominado "GT25".

## Discografia
- 1979 - "Gyllene Tider"
- 1981 - "Moderna Tider"
- 1982 - "Puls"
- 1984 - "The Heartland Café"
- 1989 - "Instant Hits"
- 1991 - "Parkliv" (Show ao vivo de 1981) Incluído no Box com os outros 4 cd´s.
- 1995 - "Halmstads Pärlor - 1979-1995" (Coletânea)
- 1996 - "Gyllene Tider EP" (Com quatro músicas novas)
- 1997 - "Återtåget" (gravado em um concerto de 1996)
- 2000 - "Konstpaus"
- 2004 - "Finn 5 Fel!"
- 2005 - "GT25 Live!"

## Coletâneas não oficiais
- 1993 - "Samlade Tider"
- 1997 - "Ljudet av ett annat hjärta/En samling"

## DVD
- 1997 - "Återtåget" (decumentário televisivo com cenas do concerto ao vivo)
- 2004 - "Karaoke Hits!"
- 2004 - "Parkliv" (concerto e documentário de 1981 filmados por Lasse Hallström]
- 2004 - "GT25 Live!" (concerto em Ullevi em 2004, assim como imagens de outros corcertos no mesmo ano)